# Mike Will Made It
Michael Len Williams II (Marietta, Georgia; 23 de marzo de 1989), profesionalmente conocido como Mike Will Made It (usualmente estilizado como Mike WiLL Made-It) o Mike Will, es un productor musical, rapero, cantante y escritor estadounidense.
Es más conocido por la producción de varias canciones southern rap para diversos artistas. Entre sus mayores éxitos se encuentran «Black Beatles» de Rae Sremmurd, «Mercy» de GOOD Music, «No Lie» de 2 Chainz, «Bandz a Make Her Dance» de Juicy J, «Pour It Up» de Rihanna, «Love Me» de Lil Wayne, «Body Party» de Ciara, «We Can't Stop» de Miley Cyrus, «First Day Out the Feds» de Gucci Mane, «Formation» de Beyoncé, «Humble» de Kendrick Lamar y «Same Girl» de Jennifer Lopez. Además, ha lanzado seis mixtapes.

## Primeros años
Williams nació en Marietta, Georgia, siendo el menor de tres hermanos, tiene dos hermanas mayores. Su padre, Michael Williams Sr., es un exejecutivo de IBM que trabajaba como DJ en un club en la década de los 1970s. Su madre, Shirley Williams, una exoficial de préstamos bancarios, estuvo en un grupo de música góspel, cantando para Dottie Peoples. Creció en una familia musical, su tío era un guitarrista consumado y una de sus hermanas mayores fue baterista en las olimpiadas.
Mientras crecía, Mike Will era un atleta, participando en gran número de deportes, incluyendo basketball, baseball y football, con aspiraciones de convertirse en un atleta profesional.
Su vida también se centraba alrededor de su pasión por la música hip hop. Mike Will comenzó a desarrollar su talento por la música al reproducir instrumentales populares que escuchaba en la radio mientras él y sus amigos improvisaban sobre éstas. En varias entrevistas, Will ha mencionado, en numerosas entrevistas, repetir la instrumental de «Still Fly», una canción popular del grupo de southern rap Big Tymers, en un teclado marca Casio, y también mencionó reproducir «Young'n (Holla Back)» del rapero neoyorquino Fabolous en equipo de producción de una tienda de música local.
A la edad de 14, Mike Will empezó a crear beats originales en una caja de ritmos Korg ES1, que su padre le compró como regalo de Navidad por $500  de la tienda de música local Mars Music.
Conforme Mike Will obtuvo logros más grandes, también empezó a utilizar equipo de producción, incluidos el Korg Triton, el Akai MPC1000, el Yamaha Motif, y el Roland Fantom. Para el momento en el que Mike Will tenía 16, pasaba tiempo en estudios de grabación locales de Atlanta, tratando de vender sus beats a artistas establecidos. Al principio fue ignorado, pero finalmente una de sus cintas con ritmos llegó a las manos de Gucci Mane, quien entonces convocó a Mike Will a Patchwerk studios, un estudio de grabación de Atlanta.
Al graduarse de secundaria, Mike Will se inscribió en la Universidad Estatal de Georgia para completar estudios de licenciatura, principalmente por presión de su padre, pero decidió tomar una pausa de los estudios y finalmente abandonar los estudios después de varios semestres, con un promedio de 3.1 (de 4), para enfocarse en su carrera musical. Durante esta pausa produjo su primer éxito. Luego de escuchar uno de sus singles producidos «Tupac Back» empezó a tener éxito en las tablas rap y Hot 100 de Billboard, Mike Will decidió abandonar la escuela y enfocarse en su carrera musical a tiempo completo. Desde entonces ha aconsejado aspirantes a productores musicales a no abandonar sus estudios universitarios si no están seguros del futuro de su carrera o carecen de un plan definido antes de entrar a la industria.

## Carrera

### 2011-2012: Producción ymixtapes
En una entrevista con XXL, Mike Will dijo, “Gucci Mane fue el primer artista reconocido en rapear sobre uno de mis ritmos.” Mike Will conoció a Gucci Mane en el estudio de grabación de Atlanta PatchWerk Recording Studios, y luego de presentarse y darle a Gucci Mane un CD con ritmos, Gucci Mane improvisó sobre cada una de las instrumentales. Entonces le ofreció a Mike Will $1000 por uno de sus beats. Los dos artistas comenzaron a lanzar canciones juntos, como «East Atlanta 6» y un número de canciones del mixtape de Gucci Mane No Pad, No Pencil. Después de establecer esta relación cercana con Gucci Mane, comenzó a trabajar con otros raperos de Atlanta de renombre como Future, Waka Flocka Flame, Rocko y 2 Chainz.
En 2011, Mike Will lanzó su primer sencillo, «Tupack Back», cantada por Meek Mill y Rick Ross, del álbum antológico Self Made Vol. 1. El sencillo fue lanzado el 5 de abril de 2011 y alcanzó el puesto #31 en la lista Hot R&B/Hip-Hop Songs de Billboard. Este éxito sucedió luego de que Mike Will presentara algunos de sus ritmos a la división de desarrollo y descubrimiento de talentos de Rick Ross Maybach Music Group.
También en 2011, Mike Will trabajó con el rapero de Atlanta Future, produciendo múltiples canciones populares y de notoriedad, entre ellas «Ain’t No Way Around It», «Itchin», y tres canciones más del álbum debut de Future de 2012 Pluto: «Neva End», «Truth Gonna Hurt You» y «Turn On The Lights». «Turn On The Lights» fue promocionada como un sencillo, y hasta la fecha obtuvo la posición #2 en la tabla Hot R&B/Hip-Hop Songs de Billboard.
El 27 de diciembre de 2011, Mike Will lanzó su primer mixtape, Est. In 1989 (Lasto f a Dying Breed). Fue lanzado en colaboración con el popular sitio de mixtapes LiveMixtapes.com. Est. In 1989 incluye una mezcla de canciones exclusivas y canciones del catálogo de Mike Will, y colaboraciones artísticas de Gucci Mane y 1017 Brick Squad, Future, Waka Flocka Flame, Kanye West y GOOD Music, 2 Chainz, Lil Boosie, Ludacris y Lil Wayne.
El 23 de marzo de 2012, Mike Will se asoció con el popular sitio musical The FADER para anunciar la segunda entrega de sus serie de mixtapes, Est. In 1989 Pt. 2, y para publicar el primero sencillo del mixtape, «Back 2 the Basics», en el cual colabora su mánager/rapero, fundador, CEO y presidente de Brick Squad, Gucci Mane, y Waka Flocka Flame. El proyecto Est. In 1989 Pt. 2 incluye canciones con Diddy, 2 Chainz, Juicy J, Future, Lil Wayne, T.I., Man Miller, French Montana, Jeremith, entre otros. El álbum fue lanzado nuevamente en asociación con LiveMixtapes.com.
Will ha trabajado extensivamente con el rapero de Atlanta 2 Chainz, produciendo «La La», en la que colabora Busta Rhymes, de 2 Chainz, entonces conocido como Tity Boi, el mixtape Codeine Cowboy y «Got One» del mixtape T.R.U. REALigion de 2 Chainz. De acuerdo con una entrevista con la revista Complex, Mike Will ha estado trabajando junto a 2 Chainz “desde 2008, cuando era Tity Boi…Somos como familia.” En 2012, Mike Will produjo el primer sencillo, «No Lie», del álbum debut de 2 Chainz, Based On a T.R.U. Story, lanzado a través de Def Jam. El sencillo, en el que colabora el popular cantante Drake, fue lanzado el 8 de mayo de 2012, y debutó en el top 50 de la Hot 100 de Billboard, y alcanzando la posición #1 en la tabla Hot R&B/Hip-Hop Songs de Billboard. El sencillo recibió el disco de oro por parte de la Recording Industry Association of America por vender más de 500,000 copias digitales.
En 2012, Mike WiLL Made-It produjo «Banz a Make Her Dance», un sencillo para el rapero de Taylor Gang Juicy J en el cual colaboran Lil Wayne y 2 Chainz. El tema fue enlistado como una de las mejores 25 canciones del verano de 2012 por la revista Complex, y para septiembre de 2012, el sencillo había alcanzado la posición #14 ne la lista Hot R&B/Hip-Hop Songs de Billboard.
Mike Will, junto a otros productores como Kanye West, Mike Dean, Lifted y Anthony Kilhoffer, coprodujo el sencillo «Mercy» de G.O.O.D. Music con vocales de Kanye West, Big Sean, 2 Chainz y Pusha T. «Mercy» fue lanzada el 3 de abril de 2012, utilizada como primer sencillo del álbum antológico Cruel Summer de G.O.O.D Music, y alcanzó la posición #1 en la tabla Hot R&B/Hip-Hop Songs de Billboard, a la vez que alcanzaba la posición #13 en la Hot 100. Otras producciones destacables de Mike Will incluyen el sencillo «Way Too Gone», del álbum de estudio Thug Motivation 103: Hustlerz Ambition  de Young Jeezy en el que colabora Future, «Just a Sign» del segundo álbum de estudio de B.o.B, Strange Clouds y «Pour It Up» del álbum de estudio de 2012 de Rihanna, Unapologetic.
En entrevistas de 2012, Mike Will mencionó trabajos por venir con Kanye West, Brany, Big Sean y Pusha T.
La tercera parte de la serie, titulada Est. In 1989 2.5 fue lanzada el 24 de diciembre de 2012. En el mixtape contaba con las apariciones de Gucci Mane, Future, Rihana, Big Sean, Trinidad Jame$, Lil Wayne, entre otros.

### 2013-presente: Álbum de estudio debut y colaboraciones con Miley Cyrus
Mike Will fue el productor ejecutivo del cuarto álbum de estudio de Miley Cyrus Bangerz (2013), incluido el primer sencillo «We Can’t Stop». Produjo ocho canciones de Bangerz y seis más de Miley Cyrus & Her Dead Petz.
El 9 de septiembre de 2013, Mike Will lanzó su sencillo de debut comercial «23», con colaboraciones de Wiz Khalifa, Juicy J y Miley Cyrus. Reveló que había firmado con Interscope Records para lanzar su álbum debut. Su álbum debut también incluía canciones con Beyoncé, Future, Kendrick Lamar y 2 Chainz.
Fue nombrado productor del año por HipHopDX el 18 de diciembre de 2013.
El 17 de junio de 2014 Mike WiLL Made-It lanzó el primer sencillo de su mixtape por lanzar, «Buy the World» con colaboración de Future, Lil Wayne y Kendrick Lamar. El 15 de diciembre de 2014, lanzó su quinto mixtape, Ransom. Algunos de los artistas colaboradores incluyen a Big Sean, Juicy J, 2 Chainz, Lil Wayne y Kendrick Lamar.
El 24 de marzo de 2017, Mike Will lanzó su álbum de estudio debut como secuela a su mixtape  de 2014 Ransom, titulado Ransom 2, el cual cuenta con colaboraciones de Future, Kendrick Lamar, Rae Sremmurd, Big Sean, Lil Wayne, YG, Pharrell Williams, 2 Chainz, Young Thug, Chief Keef, entre otros.